# Max Grün
Maximilian „Max“ Grün (* 5. dubna 1987, Karlstadt am Main, Západní Německo) je německý fotbalový brankář a bývalý mládežnický reprezentant, v současnosti působí v klubu VfL Wolfsburg.

## Klubová kariéra
Max Grün hrál v mládežnických letech za týmy FV Karlstadt (1993-2002) a FC Bayern Mnichov (2002-2006). Poté hrál do roku 2009 za rezervní tým Bayernu. Následně působil v klubech SpVgg Greuther Fürth (2009–2013) a VfL Wolfsburg (od r. 2013).

## Reprezentační kariéra
Nastupoval za německé mládežnické reprezentace U16 a U17.